# Billy Mackenzie
Pour les articles homonymes, voir Mackenzie.
William MacArthur « Billy » Mackenzie, né le 27 mars 1957 à Dundee et mort le 22 janvier 1997 à Auchterhouse (en), est un chanteur écossais. Il est notamment connu pour être membre des Associates.
D'une voix très aigüe caractéristique, il a également chanté régulièrement sur des titres d'autres artistes, dont de nombreux titres de Yello, ou encore sur Achieved In The Valley Of The Dolls de Barry Adamson et Pain In Any Language (1997) d'Apollo 440.
Les chansons William, It Was Really Nothing des Smiths, Say des Creatures et Cut Here de Cure sont inspirées de Billy Mackenzie.